# Gran Premio de Francia de Motociclismo de 2007
El Gran Premio de Francia de Motociclismo de 2007 (oficialmente Alice Grand Prix de France) fue la cuarta prueba del Campeonato del Mundo de Motociclismo de 2007. Tuvo lugar en el fin de semana del 18 al 20 de mayo en el Circuito Bugatti que está ubicado a 5 km de la localidad de Le Mans (Sarthe), en los Países del Loira, Francia.
La carrera de MotoGP fue ganada por Chris Vermeulen, seguido de Marco Melandri y Casey Stoner. Jorge Lorenzo ganó la prueba de 250cc, por delante de Andrea Dovizioso y Alex de Angelis. La carrera de 125cc fue ganada por Sergio Gadea, Lukáš Pešek fue segundo y Bradley Smith tercero.

## Resultados

### Resultados MotoGP
| Pos.    | N.º | Piloto             | Constructor | Vueltas | Tiempo/Retirado | Parrilla | Puntos |
| ------- | --- | ------------------ | ----------- | ------- | --------------- | -------- | ------ |
| 1       | 71  | Chris Vermeulen    | Suzuki      | 28      | 50:58.713       | 12       | 25     |
| 2       | 33  | Marco Melandri     | Honda       | 28      | +12.599         | 9        | 20     |
| 3       | 27  | Casey Stoner       | Ducati      | 28      | +27.347         | 2        | 16     |
| 4       | 26  | Dani Pedrosa       | Honda       | 28      | +37.328         | 10       | 13     |
| 5       | 66  | Alex Hofmann       | Ducati      | 28      | +49.166         | 17       | 11     |
| 6       | 46  | Valentino Rossi    | Yamaha      | 28      | +53.563         | 4        | 10     |
| 7       | 21  | John Hopkins       | Suzuki      | 28      | +1:01.073       | 5        | 9      |
| 8       | 65  | Loris Capirossi    | Ducati      | 28      | +1:21.241       | 15       | 8      |
| 9       | 6   | Makoto Tamada      | Yamaha      | 27      | +1 vuelta       | 16       | 7      |
| 10      | 50  | Sylvain Guintoli   | Yamaha      | 27      | +1 vuelta       | 11       | 6      |
| 11      | 11  | Fonsi Nieto        | Kawasaki    | 27      | +1 vuelta       | 19       | 5      |
| 12      | 5   | Colin Edwards      | Yamaha      | 25      | +3 vueltas      | 1        | 4      |
| Ret     | 4   | Alex Barros        | Ducati      | 27      | Caída           | 13       |        |
| Ret     | 10  | Kenny Roberts, Jr. | KR212V      | 26      | Retirado        | 18       |        |
| Ret     | 1   | Nicky Hayden       | Honda       | 25      | Caída           | 7        |        |
| Ret     | 56  | Shinya Nakano      | Honda       | 20      | Caída           | 20       |        |
| Ret     | 14  | Randy de Puniet    | Kawasaki    | 8       | Caída           | 8        |        |
| Ret     | 24  | Toni Elías         | Honda       | 7       | Caída           | 6        |        |
| Ret     | 7   | Carlos Checa       | Honda       | 6       | Caída           | 3        |        |
| Fuente: |     |                    |             |         |                 |          |        |

### Resultados 250cc
| Pos.    | N.º | Piloto              | Constructor | Vueltas | Tiempo/Retirado | Parrilla | Puntos |
| ------- | --- | ------------------- | ----------- | ------- | --------------- | -------- | ------ |
| 1       | 1   | Jorge Lorenzo       | Aprilia     | 26      | 43:12.237       | 1        | 25     |
| 2       | 34  | Andrea Dovizioso    | Honda       | 26      | +0.156          | 8        | 20     |
| 3       | 3   | Alex de Angelis     | Aprilia     | 26      | +2.733          | 6        | 16     |
| 4       | 80  | Héctor Barberá      | Aprilia     | 26      | +5.971          | 3        | 13     |
| 5       | 60  | Julián Simón        | Honda       | 26      | +6.111          | 2        | 11     |
| 6       | 58  | Marco Simoncelli    | Gilera      | 26      | +22.753         | 7        | 10     |
| 7       | 36  | Mika Kallio         | KTM         | 26      | +23.139         | 9        | 9      |
| 8       | 19  | Álvaro Bautista     | Aprilia     | 26      | +27.416         | 5        | 8      |
| 9       | 73  | Shuhei Aoyama       | Honda       | 26      | +28.915         | 12       | 7      |
| 10      | 14  | Anthony West        | Aprilia     | 26      | +33.950         | 11       | 6      |
| 11      | 8   | Ratthapark Wilairot | Honda       | 26      | +57.900         | 20       | 5      |
| 12      | 32  | Fabrizio Lai        | Aprilia     | 26      | +58.011         | 13       | 4      |
| 13      | 25  | Alex Baldolini      | Aprilia     | 26      | +1:06.251       | 22       | 3      |
| 14      | 44  | Taro Sekiguchi      | Aprilia     | 26      | +1:06.720       | 18       | 2      |
| 15      | 50  | Eugene Laverty      | Honda       | 26      | +1:07.649       | 19       | 1      |
| 16      | 28  | Dirk Heidolf        | Aprilia     | 26      | +1:14.837       | 16       |        |
| 17      | 9   | Arturo Tizón        | Aprilia     | 26      | +1:31.455       | 23       |        |
| 18      | 41  | Aleix Espargaró     | Aprilia     | 26      | +1:39.701       | 14       |        |
| Ret     | 10  | Imre Tóth           | Aprilia     | 15      | Retirado        | 21       |        |
| Ret     | 4   | Hiroshi Aoyama      | KTM         | 12      | Retirado        | 10       |        |
| Ret     | 16  | Jules Cluzel        | Aprilia     | 5       | Caída           | 15       |        |
| Ret     | 17  | Karel Abraham       | Aprilia     | 5       | Caída           | 17       |        |
| Ret     | 12  | Thomas Lüthi        | Aprilia     | 2       | Retirado        | 4        |        |
| DNS     | 15  | Roberto Locatelli   | Gilera      | 0       | No participó    | 24       |        |
| Fuente: |     |                     |             |         |                 |          |        |

### Resultados 125cc
| Pos.    | N.º | Piloto             | Constructor | Vueltas | Tiempo/Retirado | Parrilla | Puntos |
| ------- | --- | ------------------ | ----------- | ------- | --------------- | -------- | ------ |
| 1       | 33  | Sergio Gadea       | Aprilia     | 24      | 41:50.112       | 6        | 25     |
| 2       | 52  | Lukáš Pešek        | Derbi       | 24      | +0.478          | 5        | 20     |
| 3       | 38  | Bradley Smith      | Honda       | 24      | +2.963          | 2        | 16     |
| 4       | 14  | Gábor Talmácsi     | Aprilia     | 24      | +13.516         | 8        | 13     |
| 5       | 6   | Joan Olivé         | Aprilia     | 24      | +13.845         | 18       | 11     |
| 6       | 55  | Héctor Faubel      | Aprilia     | 24      | +15.098         | 4        | 10     |
| 7       | 11  | Sandro Cortese     | Aprilia     | 24      | +15.603         | 14       | 9      |
| 8       | 24  | Simone Corsi       | Aprilia     | 24      | +15.664         | 13       | 8      |
| 9       | 63  | Mike Di Meglio     | Honda       | 24      | +15.777         | 10       | 7      |
| 10      | 71  | Tomoyoshi Koyama   | KTM         | 24      | +19.108         | 3        | 6      |
| 11      | 44  | Pol Espargaró      | Aprilia     | 24      | +23.920         | 19       | 5      |
| 12      | 7   | Alexis Masbou      | Honda       | 24      | +24.210         | 11       | 4      |
| 13      | 34  | Randy Krummenacher | KTM         | 24      | +29.517         | 15       | 3      |
| 14      | 60  | Michael Ranseder   | Derbi       | 24      | +29.701         | 9        | 2      |
| 15      | 22  | Pablo Nieto        | Aprilia     | 24      | +34.936         | 17       | 1      |
| 16      | 8   | Lorenzo Zanetti    | Aprilia     | 24      | +45.124         | 16       |        |
| 17      | 27  | Stefano Bianco     | Aprilia     | 24      | +45.308         | 20       |        |
| 18      | 53  | Simone Grotzkyj    | Aprilia     | 24      | +46.142         | 21       |        |
| 19      | 18  | Nicolás Terol      | Derbi       | 24      | +46.350         | 22       |        |
| 20      | 77  | Dominique Aegerter | Aprilia     | 24      | +1:00.825       | 25       |        |
| 21      | 13  | Dino Lombardi      | Honda       | 24      | +1:00.948       | 23       |        |
| 22      | 20  | Roberto Tamburini  | Aprilia     | 24      | +1:09.701       | 26       |        |
| 23      | 95  | Robert Mureșan     | Derbi       | 24      | +1:10.101       | 24       |        |
| 24      | 56  | Hugo van den Berg  | Aprilia     | 24      | +1:10.295       | 28       |        |
| 25      | 37  | Joey Litjens       | Honda       | 24      | +1:10.471       | 29       |        |
| 26      | 15  | Federico Sandi     | Aprilia     | 24      | +1:16.496       | 30       |        |
| 27      | 99  | Danny Webb         | Honda       | 24      | +1:21.822       | 31       |        |
| 28      | 46  | Romain Maitre      | Honda       | 23      | +1 vuelta       | 32       |        |
| 29      | 47  | Steven Le Coquen   | Honda       | 23      | +1 vuelta       | 34       |        |
| Ret     | 75  | Mattia Pasini      | Aprilia     | 19      | Retirado        | 1        |        |
| Ret     | 35  | Raffaele De Rosa   | Aprilia     | 15      | Retirado        | 12       |        |
| Ret     | 29  | Andrea Iannone     | Aprilia     | 14      | Caída           | 7        |        |
| Ret     | 48  | Julien Cartron     | Honda       | 11      | Retirado        | 33       |        |
| Ret     | 51  | Stevie Bonsey      | KTM         | 3       | Caída           | 27       |        |
| DNS     | 12  | Esteve Rabat       | Honda       |         | No participó    |          |        |
| DNS     | 45  | Valentin Debise    | Honda       |         | No participó    |          |        |
| DNQ     | 49  | Gwen Le Badezet    | Honda       |         | No se clasificó |          |        |
| Fuente: |     |                    |             |         |                 |          |        |